# Клештина
Клештина (словац. Klieština) — село, громада округу Поважська Бистриця, Тренчинський край. Кадастрова площа громади — 5.31 км².
Населення 343 особи (станом на 31 грудня 2021 року).

## Історія
Клештина згадується 1408 року.

## Населення
| Рік:            | 1994. | 2004.   | 2014.   | 2024.   |
| --------------- | ----- | ------- | ------- | ------- |
| Кількість осіб: | 389   | 372     | 349     | 332     |
| Різниця:        |       | -4,37 % | -6,18 % | -4,87 % |

| Рік:            | 2023. | 2024.   |
| --------------- | ----- | ------- |
| Кількість осіб: | 336   | 332     |
| Різниця:        |       | -1,19 % |